# يونغجو ملك جوسون
يونغجو (ولد في 13 سبتمبر 1694 ومات في 5 مارس 1776 ، حكم من 30 أغسطس 1724 إلى 5 مارس 1776) .
ملك مملكة جوسون الواحد والعشرين في كوريا . هو الابن الثاني للملك سكجونغ من الرفيقة الملكية النبيلة سك من عشيرة هايجو تشوي، خلف أخاه غير الشقيق الملك غيونغجونغ .

## حكمه
الملك يونغجو، كان ملكاً كونفوشيوسياً بصورة كبيرة، ويقال أنه كان على معرفة كبيرة بالكلاسيكيات أكثر من المسؤولين التابعين له. خلال عهد يونغجو وحفيده جونغجو كانت الكونفوشيوسية في ذروتها، وأيضاً أخذ اقتصاد البلاد بالانتعاش، من الحروب التي حدثت في أواخر القرن السادس عشر وبدايات القرن السابع عشر.
اشتهر الملك بإعزازه لبارك من-سـُ والذي عين كمفتش حكومي سري (أمهاينغ-وسا | 암행어사) . كان لبارك الفضل الكبير في إخماد ثورة (يي إن-جا) ، حيث جال في البلاد معتقلاً المسؤولين المحليين الفاسدين باسم الملك.
كان الحادث الوحيد السيء خلال فترة حكم الملك يونغجو، هي موت ابنه ولي العهد سادو . كان ولي العهد على الأرجح يعاني من مرض عقلي . اتهم ولي العهد بقتل الناس عشوائياً في القصر، وأنه منحرف جنسياً . لم يستطع يونغجو قتل ابنه حسب قوانين البلاط بيديه، ولذا في أحد أيام أغسطس في 1762 ، صدر أمر بحبس ولي العهد سادو في صندوق خشبي كبير . بعد ثمانية أيام مات ولي العهد سادو من الاختناق .
بعد تسع سنوات من الحادثة، مات الملك يونغجو، وأصبح ابن الأمير سادو، جونغجو ملكاً. تميزت الفترات الأولى من سنوات حكمه، بمؤامرات سياسية من مسؤولي البلاط خوفاً من انتقام الملك جونغجو منهم، لتقديمهم التماسات قتل ولي العهد سادو في عهد جده . دفن الملك يونغجو في مقابر الأسرة الملكية في دونغغرينغ.
الملك يونغجو أول من اتخذ إجراءات ضد الأنشطة الكاثوليكية في البلاد . بحلول القرن الثامن عشر، بدأت الكاثوليكية باكتساب خصوصية في محافظة غانغوون وهوانغهاي . في 1758 ، حظر الملك رسمياً الكاثوليكية باعتبارها ممارسة للشر .
دفن الملك مع زوجته الثانية في القبر الملكي وون-نينغ (원릉 | 元陵) في مدينة غوري .

## أسرته
- الأب : الملك سكجونغ (숙종) .
- الأم : الرفيقة الملكية النبيلة سك من عشيرة هايجو تشوي (숙빈 최씨) .
- الزوجات والأبناء :

1. الملكة جونغسونغ من عشيرة دالسنغ سو (정성왕후 서씨 ولدت في 7 ديسمبر 1692 وماتت في 15 فبراير 1757) ، بدون أبناء .[2][3]
2. الملكة جونغسن من عشيرة غيونغجو كم (정순왕후 김씨 ولدت في 10 نوفمبر 1745 وماتت في 12 يناير 1805) ، بدون أبناء .[4]
3. الرفيقة الملكية النبيلة جونغ من عشيرة لي (정빈 이씨) ، أنجبت :
  1. ولي العهد هيوجانغ , (효장세자 ، ولد في 1719 ومات في 1728) ، الابن الوحيد .[5]
  2. ابنة (الاسم غير معروف) ، الابنة الأولى .[6]
  3. الأميرة هواسون (화순옹주) ، الابنة الثانية .
4. الرفية الملكية النبيلة يونغ من عشيرة لي (영빈 이씨 ولدت في 1696 وماتت في 23 أغسطس 1764 ، أنجبت :[7][8]
  1. ولي العهد سادو , (사도세자 ، ولد في 1735 ومات في 1762) ، الابن الوحيد .[9]
  2. الأميرة هوابيونغ، (화평옹주 ، ولدت في 1727 وماتت في 1748) ، الابنة الأولى .
  3. الأميرة هواهيوب , (화협옹주 ، ولدت في 1733 وماتت في 1752) ، الابنة الثانية .
  4. الأميرة هواوان , (화완옹주 ، ولدت في 1737 وماتت في 1808) ، الابنة الثالثة .
5. جو غوي-وي (귀인 조씨) ، أنجبت :
  1. الأميرة هوايو، (화유옹주 ، ولدت في 1741 وماتت في 1771) ، الابنة الأولى .
6. مون سك-وي[10] (숙의 문씨) ، أنجبت :
  1. الأميرة هواريونغ، (화령옹주 ، ولدت في 1752 وماتت في 1821) ، الابنة الأولى .
  2. الأميرة هواغل، (화길옹주 ، ولدت في 1754 وماتت في 1772) ، الابنة الثانية .

## اسمه الكامل بعد الوفاة
- الملك يونغجو جانغسن جهاينغ سندوك يونغمو ويريول جانغ-وي هونغ-ين غوانغ-إن دونهوي تشيتشونغ غون-غيك سونغغونغ سنهوا دايسونغ غوانغ-ون غايتاي غيونغ يوميونغ سنتشول غون-غون غونيونغ بايميونغ ستونغ غيونغيوك هونغهيو جنغهوا ينغدو سكجانغ تشانغهن جونغمن سونمُ هويغيونغ هيونهيو عظيم كوريا .
- 영조장순지행순덕영모의렬장의홍윤광인돈희체천건극성공신화대성광운개태기영요명순철건건곤영배명수통경력홍휴중화융도숙장창훈정문선무희경현효대왕 .
- 英祖莊順至行純德英謨毅烈章義洪倫光仁敦禧體天建極聖功神化大成廣運開泰基永堯明舜哲乾健坤寧配命垂統景曆洪休中和隆道肅莊彰勳正文宣武熙敬顯孝大王 .

## التصوير الحديث
ظهر الملك في العديد من البرامج الدرامية، ومنها:
- مسلسل إي سان في 2007-2008 على قناة (MBC) وقام بدوره الممثل:لي سون جاي
- مسلسل دونغ إي.
- الباب السري قناة إس بي إس (SBS) في سنة 2014 وقام بدوره الممثل: هان سوك غيو.
- مسلسل هايتشي في سنه 2019 على قناة (SBS) وقام بدوره الممثل:جونغ إيل وو

## وصلات خارجية
- يونغجو ملك جوسون على موقع الموسوعة البريطانية (الإنجليزية)

1. ↑  راجع : (한중록 | 閑中錄) مذكرات السيدة هيغيونغ .
2. ↑  ابنة سو جونغ-جي (서종제) والسيدة لي .
3. ↑  أعطيت اللقب (군부인) ’’الأميرة العقيلة‘‘ ، قبل أن تعطى لقب ’’الملكة‘‘ .
4. ↑  ابنة كم هان-غو (김한구) والسيدة وون .
5. ↑  أعطي اللقب (진종) : جنجونغ .
6. ↑  ماتت وهي طفلة .
7. ↑  ابنة لي يون-بون (이유번) والسيدة كم .
8. ↑  تعرف باسم السيدة سونهوي .
9. ↑  أعطي اللقب (장조) : جانغجو وهو لقب بعد الوفاة .
10. ↑  عرفت فيما بعد بلقب (폐숙의 문씨) : المخلوعة مون سك-وي

| سبقه الملك غيونغجونغ | حكام كوريا مملكة جوسون 1724 – 1776 | تبعه الملك جونغجو |